# The Twelve Chairs
El misterio de las doce sillas es una comedia americana de 1970 dirigida por Mel Brooks, protagonizada por Frank Langella, Ron Moody, y Dom DeLuise. El guion es del propio Brooks. La película es una de las 18 adaptaciones a película de la novela Las Doce Sillas de los escritores rusos Ilf y Petrov.

## Argumento
En la Unión Soviética de 1927, Ippolit Matveyevich Vorobyaninov (Ron Moody), un aristócrata empobrecido de la Rusia Imperial ahora trabajando como burócrata, es convocado al lecho de muerte de su suegra, quien le revela que una fortuna en joyas había sido escondida de los Bolcheviques cosidas al cojín de una de las doce sillas de la familia. Después de oír la confesión de la mujer, el sacerdote ortodoxo ruso Fyodor (Dom DeLuise), quien había llegado para administrar los Últimos Ritos, decide abandonar la Iglesia e intentar robar el tesoro. Poco después en la ciudad de Stargorod, donde Vorobyaninov solía vivir, un artista, Ostap Bender (Frank Langella), conoce a Ippolit y le manipula para que le acepte como socio en su búsqueda.
Las sillas, junto con toda la propiedad privada, habían sido expropiadas por el Estado después de la Revolución rusa. Vorobyaninov y Bender encuentran que las sillas han sido vendidas individualmente. Por tanto, su búsqueda les llevará a viajar por diferentes lugares de la Rusia soviética, transformando la película en una sátira contra el Comunismo.

## Reparto
- Ron Moody cuando Ippolit Matveyevich Vorobyaninov.
- Frank Langella como Ostap Bender.
- Dom DeLuise como Padre Fyodor.
- Andreas Voutsinas como Nikolai Sestrin.
- Diana Coupland como Madame Bruns.
- David Lander como Ingeniero Bruns.
- Vlada Petric como Sevitsky.
- Elaine Garreau como Claudia Ivanovna.
- Robert Bernal como Conservador.
- Stampe so Night como Vigilante.
- Mel Brooks como Tikhon.

## Producción
Supuso el debut en el cine de Frank Langella, quien anteriormente había sido un actor de teatro. También fue la primera de las muchas colaboraciones entre Brooks y DeLuise.

### Filmación
La fotografía principal fue realizada en Yugoslavia.

## Liberación

### Recepción
El misterio de Las Doce Sillas recibió generalmente revisiones positivas de críticos. En Rotten Tomatoes, tiene una puntuación de 92% de aprobación basada en 13 revisiones, con un índice medio de 6.5/10.

### Premios
Langella ganó el premio NBR (Tablero Nacional de Revisión) a mejor Actor Secundario. Brooks estuvo nominado para el WGA (Gremio de Escritores de América) por la Comedia mejor Adaptada de Otro Medio.